# Putooruttoq
Il Putooruttoq è una montagna della Groenlandia di 1519 m s.l.m., appartenente al comune di Kujalleq.